# Saddelnæb
Saddelnæb (latin: Ephippiorhynchus senegalensis) er en subsaharisk storkefugl.